# Saint-Aubin (Jura)
Saint-Aubin – miejscowość i gmina we Francji, w regionie Burgundia-Franche-Comté, w departamencie Jura. Nazwa miejscowości pochodzi od imienia św. Albina.
Według danych na rok 1990 gminę zamieszkiwało 1520 osób, a gęstość zaludnienia wynosiła 45 osób/km² (wśród 1786 gmin Franche-Comté Saint-Aubin plasuje się na 105. miejscu pod względem liczby ludności, natomiast pod względem powierzchni na miejscu 22.).